# Kosode-no-te

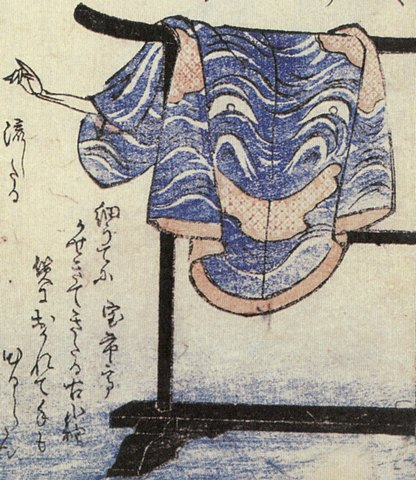
Kosode-no-Te, Illustration aus dem Werk Kyōka Hyaku Monogatari (狂歌百物語)

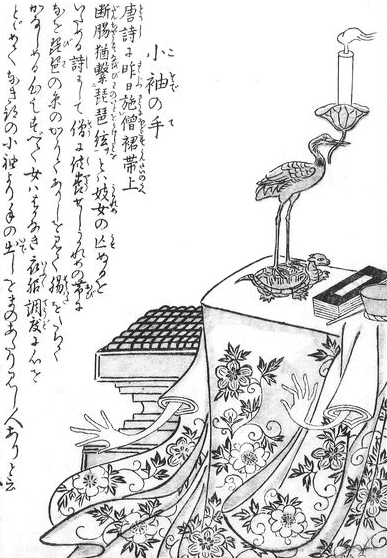
Kosode-no-Te, wie er in Sekiens Werk Konjaku Hyakki Shūi (今昔百鬼拾遺) erscheint

Der Kosode-no-te (japanisch 小袖の手; wörtlich „Die Hand im Kosode“), auch Kosode-te (小袖手; wörtlich „Kosode-Hand“) genannt, ist ein fiktives Wesen der japanischen Folklore und ein gefürchteter Yōkai. Er gehört zur besonderen Gruppe der Tsukumogami („Artefakt-Geister“), die dem Menschen übel gesinnt sein sollen.

## Beschreibung
Der Kosode-no-te wird als wunderschöner und eleganter Kimono für Damen beschrieben, der für außerordentlich lange Zeit (meist werden mehr als 100 Jahre genannt) vernachlässigt und dann lieblos liegen gelassen oder gar weggeworfen wurde. Danach erlangte er eine eigene Seele und wurde zum Tsukumogami mit kindlichem, aber penetrantem und respektlosem Charakter und Verhalten. So soll er besonders in alten, wenig genutzten oder verlassenen Badehäusern und/oder Umkleidezimmern lauern. Der Kosode-no-te soll bevorzugt jungen Frauen und Mädchen nachstellen. Ahnungslose Badegäste oder Umkleidenutzerinnen, die sich den besessenen Kimono überziehen, werden nicht selten unfreiwillig gekitzelt oder gar begrapscht. Oder der Kimono hebt plötzlich ab und entblößt die Trägerin. Abweichenden Erzählungen zufolge soll er weibliche Träger krank machen, sonst aber keinerlei körperliche Gewalt anwenden. Anders ist es bei Männern, die der Kosode-no-te ohrfeigt oder zu erwürgen sucht, wenn sie ihn aufheben oder gar tragen. Diese aggressive Form des Kosode-no-te soll vor allem dann entstehen, wenn der Kimono dereinst einer Prostituierten oder dem Opfer sexueller Übergriffe gehörte. In diesem Fall ist es ein bösartiger Geist (Yūrei), der die Gestalt des Kosode angenommen hat und sich nun an Männern rächen will.

## Hintergrund
Als Kosode (小袖) werden in Japan spezielle Damenkimonos mit kurzen Ärmeln und schmalen Manschetten bezeichnet. Aber auch kurzärmelige Bademäntel werden gelegentlich so genannt. Das Gegenstück dazu ist der langärmelige Furisode (振袖).
Erstmals erwähnt wird der Yōkai in dem Emakimono Konjaku Hyakki Shūi (今昔百鬼拾遺; 100 Dämonen von damals und heute, Fortsetzung) des Kyōka-Poeten und Ukiyo-e-Künstlers Toriyama Sekien aus dem Jahr 1780, das während der Edo-Zeit populär war. Er erwähnt, der Kosode-no-te sei daran zu erkennen, dass er sich eigenständig bewege, wenn er sich unbeobachtet fühle. Gelegentlich würde eine blasse Hand aus einem der Ärmel hervorlugen. Eine weitere Abbildung nebst Beschreibung des Kosode-no-te findet sich in dem bekannten Werk Kyōka Hyaku Monogatari (狂歌百物語; 100 Kyōka-Geschichten) von Rōjin Tenmei und Ryūkansai Masasumi aus dem Jahr 1853, das sich während der Tenmei-Zeit großer Beliebtheit erfreute.

## Legenden
Toriyama Sekien verweist im Zusammenhang mit der bösartigen Form des vorgenannten Yōkai auf eine alte Legende aus der Edo-Zeit. Ihr zufolge besaß eine junge, wunderschöne und adlige Dame einen kostbaren Kosode, den sie mit den Lieblingsfarben und -mustern ihres heimlichen Geliebten hatte besticken lassen. Sie wollte das Kleidungsstück bald ihrem Geliebten schenken, doch tragischerweise wusste der Mann nichts von seiner Verehrerin. Und als er ihre Liebe ablehnte, weil er ein Mönch war, starb die Dame an gebrochenem Herzen. Bis zu ihrem Tod hatte sie den Kimono eifersüchtig gehütet. Nach ihrem Tod verkauften die Hinterbliebenen den Kimono aus Geldnot an eine kinderreiche Familie. Doch kaum hatte deren Tochter das Kleidungsstück an ihrem Leib, starb sie unerklärlicherweise in der folgenden Nacht. Wieder verkauften die Hinterbliebenen das Kleidungsstück an andere Familien und die Todesserie wollte nicht abreißen. Nach dem dritten (oder vierten) unnatürlichen Todesfall brachte man den Kimono in einen Tempel oder Schrein, um ihn segnen zu lassen und zu opfern. Doch das Feuer, das vom Kimono ausging, loderte plötzlich so stark, dass es blitzschnell auf die Möbel, den Tempel und schließlich auf benachbarte Häuser übergriff. So soll der verfluchte Kimono zum Großbrand von Meireki im Jahr 1657 geführt haben, bei dem Tausende von Menschen starben.
Toriyama Sekien sieht sich auch an eine chinesische Legende um einen besessenen Kimono erinnert. Nach dieser Geschichte trauerte ein Adliger sehr um eine seiner Kurtisanen und ließ ihren Kimono von einem Mönch segnen. Als der Kimono bestattet werden sollte, entdeckte der Mann eine einzelne Saite einer Biwa, die sich im Kimono verfangen hatte. Dieser Anblick quälte den Mann sehr, weil die Saite ihn an seine Geliebte erinnerte. Da sollen die blassen Hände eines Geistes aus dem Kimono hervorgekommen sein und sich flehend nach dem Mann ausgestreckt haben. Offenbar hatte der Geist der Kurtisane in dem Kimono residiert.